# 諾加塔克 (康乃狄克州)
諾加塔克（英語：Naugatack）是位於美國康乃狄克州新哈芬縣的一個自治市。

## 人口
根據2020年美國人口普查的數據，諾加塔克的面積為42.46平方千米，當中陸地面積為42.21平方千米，而水域面積為0.25平方千米。當地共有人口31519人，而人口密度為每平方千米742人。